# 305
305 (CCCV) var ett normalår som började en måndag i den julianska kalendern.

## Händelser

### Maj
- 1 maj – Den romerske kejsaren Diocletianus och hans medkejsare Maximianus abdikerar gemensamt.

### Okänt datum
- Constantius Chlorus och Galerius utnämns båda till augustus; Flavius Valerius Severus och Maximinus Daïa utnämns till caesarer.
- Galerius triumfbåge byggs.
- I västra delen av Romarriket flyttas huvudstaden från Rom till Milano.
- Maximinus Daïa (305–313) förföljer de kristna i Egypten. Många tar sin tillflykt till öknen och sinom tid utvecklas detta till att klosterväsendet uppstår. I dessa kloster utvecklas koptisk skrift, vilket förbättrar spridningen av kristna texter.
- Floden Daysan översvämmar Edessa.
- Konciliet i Illiberis bestämmer att präster måste leva i celibat. Dessutom fördömer det besökandet av judiska hem och förbjuder kristna kvinnor från att gifta sig med judar, om de inte har konverterat. I allt väsentligt förklaras judar vara personae non gratae.

## Födda
- Damasus I, påve 366–384 (född omkring detta år)

## Avlidna
- 6 februari – Dorotea, kristen jungfru och helgon (martyrdöd genom halshuggning) (eller 311)
- Hierocles, prokonsul i Bithynia, som har dragit igång kristendomsförföljelserna under Galerius
- Porphyrios, neoplatonistisk filosof